# Xyrichtys halsteadi
Xyrichtys halsteadi es una especie de peces de la familia Labridae en el orden de los Perciformes.

## Hábitat
Vive en los fondos arenosos entre los 21-49 m de profundidad.

## Distribución geográfica
Se encuentran en Nueva Guinea y las Islas Marianas.